# North American Airlines
North American Airlines – nieistniejąca amerykańska linia lotnicza z siedzibą w Nowym Jorku. Głównym węzłem był port lotniczy Nowy Jork-JFK.
W czasie kampanii prezydenckiej w 2008 z Boeinga 757 North American korzystał senator Barack Obama.

## Flota
Maszyny użytkowane przez North American Airlines w przeszłości:
| Samolot                 | Samolot  | Okres dostawy | Okres wycofania | Uwagi |
| Model                   | Wycofane | Okres dostawy | Okres wycofania | Uwagi |
| ----------------------- | -------- | ------------- | --------------- | ----- |
| Boeing 737-800          | 2        | 1998-1999     | 2002-2003       |       |
| Boeing 757-200          | 10       | 1990-2011     | 1998-2012       |       |
| Boeing 767-300          | 7        | 2002-2011     | 2009-2014       |       |
| McDonnell Douglas MD-83 | 1        | 1992          | 1998            |       |
| Łącznie                 | 20       |               |                 |       |